# زعرور قرمزي
الزعرور القرمزي نوع من الزعرور. ثماره قرمزية اللون قطرها يراوح من ٨ إلى ١٥ مم.